# Papua Nya Guineas historia

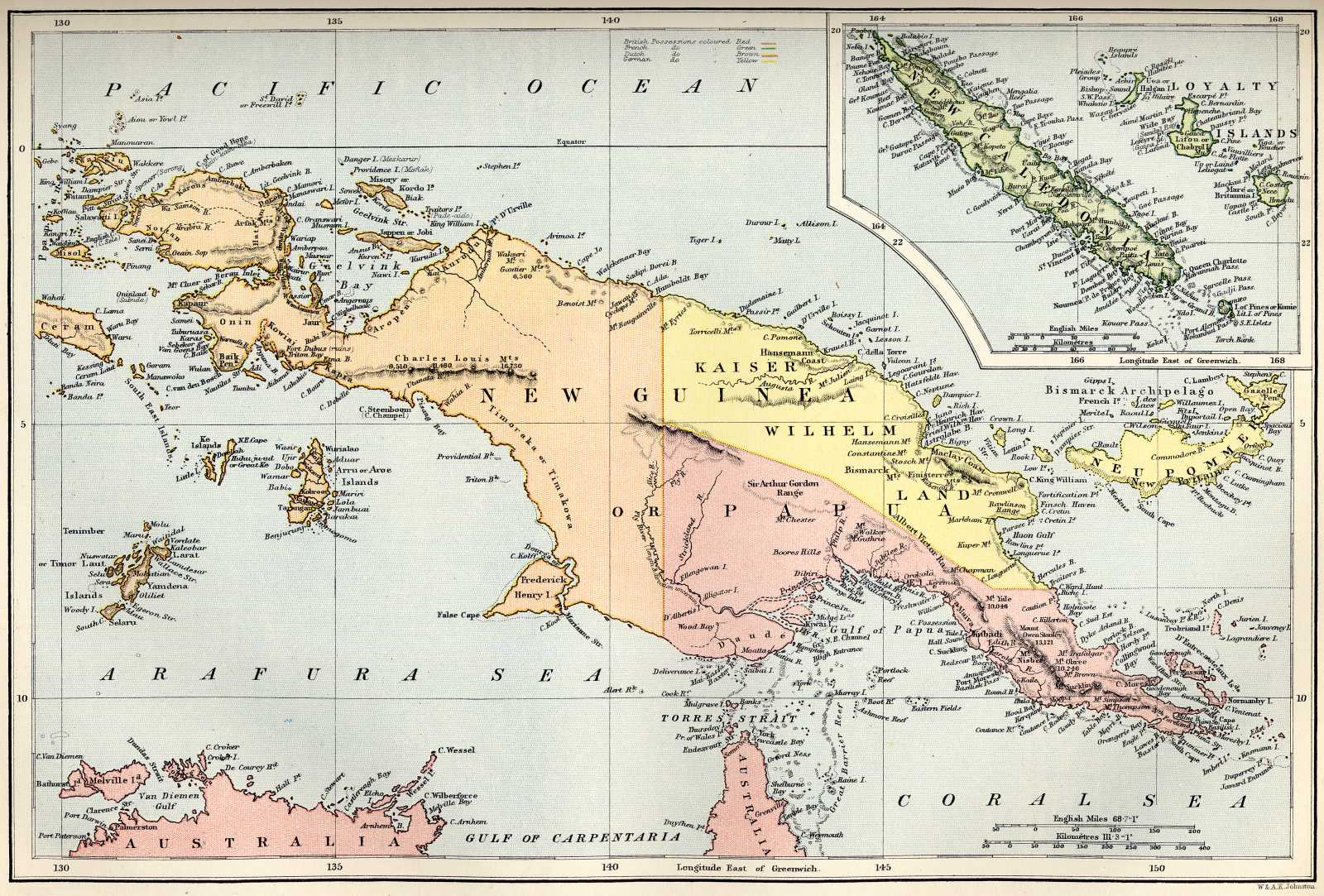
Karta över Nya Guinea 1884.

Papua Nya Guineas förhistoria kan spåras tillbaka till för omkring 60 000 år sedan, då människor för första gången flyttade till den australiska kontinenten. Landets skriftliga historia börjar när europeiska sjöfarare för första gången siktade ön Nya Guinea under 1500-talets första hälft.

## Förhistoria
Arkeologiskt material tyder på att människor anlände till Nya Guinea för kanske 60 000 år sedan, även om detta är omdiskuterat. De kom troligen sjövägen från Sydostasien under en istid då havsnivån var lägre och avstånden mellan öarna kortare. Även om de första människorna på ön var jägare och samlare, finns tecken på att de tidigt skötte om skogsmiljön för att få mat. Det finns också tecken på neolitiskt trädgårdsskötsel har praktiserades på Kuk samtidigt som jordbruket utvecklades i Mesopotamien och Egypten. Dagens basföda – sötpotatis och svin – anlände till Nya Guinea senare, men skaldjur och fisk har länge varit grundpelare i kustinvånarnas kost. Senaste arkeologiska forskning tyder på att människor för 50 000 år sedan kan ha bebott platser i högländerna på höjder upp till 2 000 meter, i stället för att vara begränsade till de varmare kustområdena.

## Européerna anländer till Nya Guinea
Då de första européerna anlände, använde sig invånarna på Nya Guinea och de närliggande öarna av verktyg tillverkade av ben, trä och sten, men de hade utvecklat ett jordbruk som gav avkastning. De bedrev handel längs med kusterna (framför allt med keramik, snäckskal samt livsmedel) och i öns inre delar (produkter från skogen i utbyte mot snäckskal och andra varor från kusten). De första européerna som siktade Nya Guinea tros ha varit spanska och portugisiska sjöfarare i södra Stilla havet under 1500-talets första hälft. Den portugisiske upptäckaren Jorge de Menezes landsteg av misstag på huvudön 1526–1527 och gav den namnet "Papua" efter ett malajiskt ord för det melanesiska folkets krulliga hår. Spanjoren Yñigo Ortiz de Retez använde sig 1545 av namnet "Nya Guinea" på ön, då han upplevde likheter mellan dess befolkning och befolkningen i Guinea i Västafrika.
Även om europeiska sjöfarare besökte öarna och utforskade dess kuster efter upptäckten, kände europeiska forskare till mycket litet om invånarna på Nya Guinea fram till 1870-talet, då den ryske antropologen Nikolaj Miklucho-Maklaj (1846–1888) gjorde ett antal expeditioner till Nya Guinea och bodde flera år bland inhemska stammar, och beskrev deras levnadssätt i en omfattande avhandling.

## Territoriet Papua

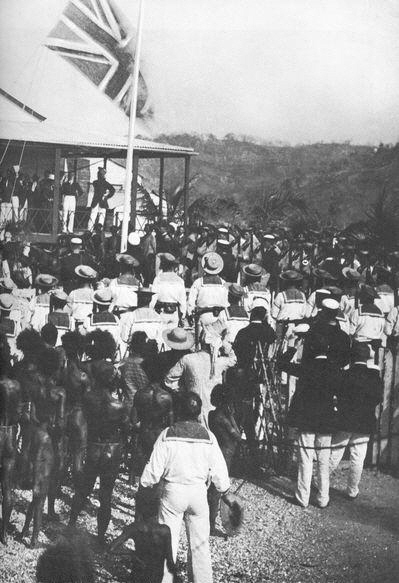
Den brittiska flaggan hissas av Queensland på Papua 1883.

1883 försökte den brittiska kolonin Queensland annektera den södra halvan av östra Nya Guinea, men den brittiska regeringen godkände inte detta. Men när Tyskland började anlägga bosättningar i norr proklamerades 1884 ett brittiskt protektorat över Nya Guineas södra kust och de angränsande öarna. Protektoratet Brittiska Nya Guinea annekterades direkt den 4 september 1888. Besittningen ställdes 1902 under Australiens överinseende. Efter att The Papua Act 1905 antagits, omvandlades Brittiska Nya Guinea till Territoriet Papua, och den formella australiska förvaltningen av området inleddes 1906. Papua kvarstod som en brittisk besittning tills landet blev självständigt 1975.
Den ekonomiska aktiviteten i Papua var låg. Området förvaltades separat av Australien i enlighet med The Papua Act tills det invaderades av det japanska imperiet 1941 och den civila förvaltningen upphörde. Under Stillahavskriget styrdes Papua av den australiska militära administrationen från Port Moresby, där general Douglas MacArthur emellanåt hade sitt högkvarter.

## Territoriet Papua och Nya Guinea
Efter Japans nederlag 1945 återställdes den civila förvaltning av Papua och Nya Guinea, och genom Papua New Guinea Provisional Administration Act (1945–1946) slogs Papua och Nya Guinea samman till en administrativ enhet.
Genom Papua and New Guinea Act 1949 godkändes formellt upplåtandet av Nya Guinea enligt det internationella förvaltarskapssystemet och bekräftade den administrativa unionen under namnet The Territory of Papua and New Guinea (Territoriet Papua och Nya Guinea). Lagen föreskrev ett lagstiftande råd (Legislative Council, inrättat 1951), ett rättsväsende, en offentlig förvaltning och ett system av lokala myndigheter, med sir Donald Cleland som förvaltare. Cleland behöll positionen till sin pensionering 1967 och bodde därefter kvar i Port Moresby till sin död 1975. En ny lagstiftande församling (House of Assembly) ersatte det lagstiftande rådet 1963. Dess första session inleddes den 8 juni 1964. År 1972 ändrades namnet på territoriet till Papua Nya Guinea. Australien ändrade politik gentemot Papua New Guinea inleddes med inbjudan från den australiska regeringen till Världsbanken att skicka en delegation till territoriet för att ge råd om åtgärder för den ekonomiska utvecklingen och politiska förberedelser. I uppdragets rapport, The Economic Development of the Territory of Papua New Guinea, publicerad 1964, angavs ramarna för en stor del av den kommande ekonomiska politiken fram till och efter självständigheten.

## Självständighet
Valet 1972 resulterade i bildandet av ett ministerium som leddes av högsta ministern Michael Somare, som lovade att leda landet till självstyre och därefter till självständighet. Papua Nya Guinea blev självstyrande den 1 december 1973 och uppnådde självständighet den 16 september 1975. Landet anslöt sig till Förenta Nationerna den 10 oktober 1975 efter säkerhetsrådets resolution 375 och generalförsamlingens resolution 3368. 1977 års nationella val bekräftade Michael Somare som premiärminister i ledningen för en koalition ledd av Pangu-partiet. Emellertid förlorade hans regering en förtroendeomröstning 1980 och ersattes av ett nytt kabinett under ledning av sir Julius Chan som premiärminister. Valet 1982 ökade Pangus mandat i parlamentet, som utsåg Somare till premiärminister. I november 1985 förlorade Somares regering en annan misstroendeförklaring, och parlamentsmajoriteten valde Paias Wingti, i ledningen för en fempartikoalition, till premiärminister. En koalition under ledning av Wingti segrade i det mycket jämna valet i juli 1987. I juli 1988 förlorade Wingti en förtroendeomröstning och Rabbie Namaliu, som några veckor tidigare hade ersatt Somare som ledare för Pangupartiet, blev premiärminister.
Den sortens omkastningar av förtroendet i parlamentet och svängdörrarna till premiärministerposten har fortsatt att prägla inrikespolitiken i Papua New Guinea. En uppsjö av politiska partier, koalitionsregeringar, skiftande partilojaliteter och rörelser utan förtroende för regeringen har tillsammans lett till instabilitet i det politiska livet i landet. Enligt en lag so syftar till att öka stabiliteten är nytillträdda regeringar immuna mot misstroendeomröstningar under de första 18 månaderna av sin ämbetstid.
Ett nioårigt separatistiskt uppror på ön Bougainville har krävt omkring 20 000 dödsoffer. Upproret inleddes i början av 1989. Striderna avslutades med ett vapenstillestånd i oktober 1997 och en permanent vapenvila undertecknades i april 1998. Ett fredsavtal mellan regeringen och före detta stridande undertecknades i augusti 2001. En regional fredsövervakningsstyrka och en FN-observatörsgrupp övervakar regeringen och regionala ledare som har upprättat en tillfällig administration och arbetar för fullständigt överlämnande av vapen, val av en provinsregering och en eventuell folkomröstning om självständighet.
Även om nära förbindelser har upprätthållits efter den fredlig självständighet och Australien fortfarande är den största bilaterala biståndsgivaren till Papua Nya Guinea, har förbindelserna med Australien nyligen visat tecken på ansträngning. Under ett statsbesök i mars 2005 uppmanades premiärminister Somare att underkasta sig en säkerhetskontroll och ta av sina skor vid ankomsten till flygplatsen i Brisbane. Trots krav från Papua Nya Guineas regering att Australien skulle be om ursäkt, skedde så inte. Dessutom har problem uppstått när det gäller Australiens senaste stödpaket till landet. Programmet, värderat till 760 miljoner australiska dollar, skulle med brottslighet och korruption i Papua Nya Guinea genom att skicka 200 australiska poliser till Port Moresby och 40 australiska tjänstemän inom den nationella förvaltningen. Men efter att den första avdelningen poliser anlänt, konstaterade Papua Nya Guineas högsta domstol i ett utslag att avtalet stred mot grundlagen, och poliserna återvände hem. Ett nytt avtal, genom vilken endast 30 officerare kommer att arbeta med träning av den lokala polisen, har av Australiens utrikesminister beskrivits som det "näst bästa" alternativet.